# Ніко Шульц
Ніко Шульц (нім. Nico Schulz, нар. 1 квітня 1993, Берлін) — німецький футболіст, захисник та півзахисник клубу «Боруссія Дортмунд».
Виступав, зокрема, за «Герту» та «Боруссію» (Менхенгладбах), а також молодіжну збірну Німеччини.

## Клубна кар'єра
Народився 1 квітня 1993 року в місті Берлін. Шульц почав займатися футболом в дитячій команді «Реберге» зі свого рідного міста. У 2000 році він перейшов у футбольну академію «Герти». Влітку 2010 року Ніко був включений до заявки основної команди. 14 серпня в матчі Кубка Німеччини проти «Пфуллендорфа» він дебютував за основу, замінивши у другому таймі Валерія Домовчийського. Через тиждень у поєдинку проти обергаузенського «Рот-Вайса» Шульц дебютував у Другій Бундеслізі. У своєму дебютному сезоні він допоміг клубу вийти в еліту. 
За підсумками наступного сезону 2011/12 Ніко не зіграв за клуб жодного матчу, а «Герта» повернулася назад у другий дивізіон. 30 березня 2013 року в матчі проти «Бохума» Ніко забив свій перший гол за команду. По закінченні сезону Шульц вдруге допоміг Герті повернутися в еліту. 
10 серпня в поєдинку проти франкфуртського «Айнтрахта» Ніко дебютував у Бундеслізі, замінивши у другому таймі Еніса Бен-Хатіра. 5 квітня 2015 року в матчі проти клубу «Падерборн 07» Шульц забив свій перший гол у вищому дивізіоні.
Влітку 2015 року Шульц перейшов у менхенгладбахську «Боруссію», підписавши чотирирічний контракт. Сума трансферу склала 4 млн. євро. 19 вересня в матчі проти «Кельна» він дебютував за новий клуб, замінивши у другому таймі Ібраїма Траоре. У жовтні 2015 року Ніко зазнав травми хрестоподібних зв'язок у товариському матчі проти «Дуйсбурга», через що більше не грав до кінця сезону. У наступному сезоні Шульц зіграв 12 матчів у Бундеслізі, проте основним гравцем так і не став.
Влітку 2017 року Шульц перейшов у «Гоффенгайм 1899». Всього за гоффенгаймський клуб Ніко провів 71 матч у всіх турнірах.
В травні 2019 року дортмундська «Боруссія» заплатила за Шульца 25,5 мільйонів, підписавши з ним 5-річний контракт.

## Виступи за збірні
2008 року дебютував у складі юнацької збірної Німеччини, взяв участь у 36 іграх на юнацькому рівні, відзначившись 4 забитими голами.
Протягом 2013—2014 років залучався до складу молодіжної збірної Німеччини. На молодіжному рівні зіграв у 14 офіційних матчах, забив 2 голи.

## Титули і досягнення
- Володар Суперкубка Німеччини (1):

«Боруссія» (Дортмунд): 2019
- Володар Кубка Німеччини (1):

«Боруссія» (Дортмунд): 2020-21